# دوریس ۴۸

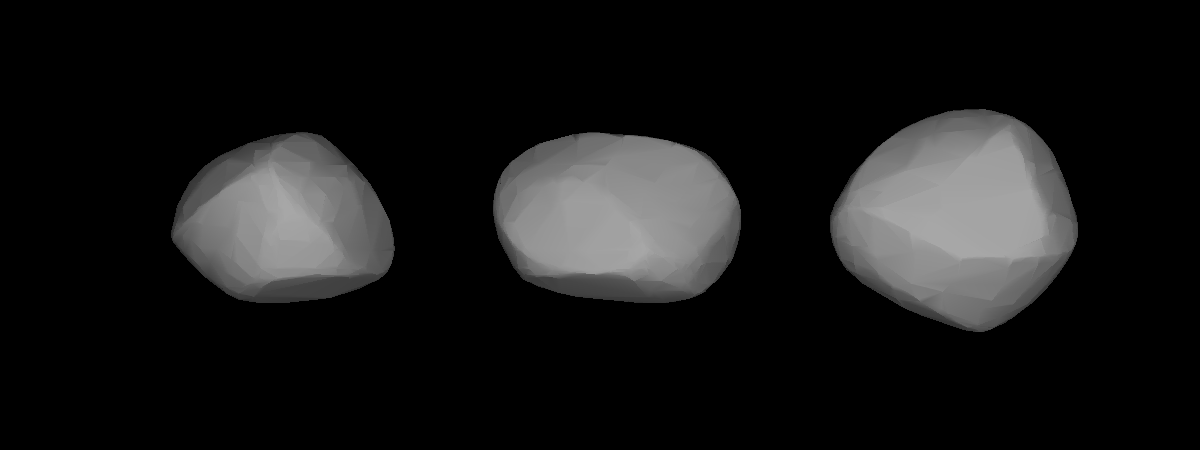
مدل سه بعدی سیارک دوریس ۴۸

سیارک ۴۸ (به انگلیسی: 48 Doris) چهل و هشتمین سیارک کشف شده‌است که در ۱۹ سپتامبر ۱۸۵۷ و در پاریس کشف شد.
قدر مطلق سیارک برابر ۶٫۹۰ است.